# تفيرالبسبيتز
تفيرالبسبيتز (بالإنجليزية: Tweralpspitz)‏ هو أحد جبال سلسلة جبال الألب أبينزيل ويقع في كانتون سانت غالن في سويسرا. يحتل المرتبة رقم 425 في قائمة جبال سويسرا من حيث الارتفاع، إذ يبلغ ارتفاعه حوالي 1332 متر، بينما يبلغ ارتفاع نتوء الجبل 542 متر.